# Oakfield (Wisconsin)
Oakfield és una població dels Estats Units a l'estat de Wisconsin. Segons el cens del 2000 tenia 1.012 habitants.

## Demografia
Segons el cens del 2000, Oakfield tenia 1.012 habitants, 370 habitatges, i 283 famílies. La densitat de població era de 407 habitants per km².
Dels 370 habitatges en un 39,5% hi vivien nens de menys de 18 anys, en un 63,5% hi vivien parelles casades, en un 7,8% dones solteres, i en un 23,5% no eren unitats familiars. En el 20% dels habitatges hi vivien persones soles el 10,8% de les quals corresponia a persones de 65 anys o més que vivien soles. El nombre mitjà de persones vivint en cada habitatge era de 2,74 i el nombre mitjà de persones que vivien en cada família era de 3,15.
Per edats la població es repartia de la següent manera: un 28,5% tenia menys de 18 anys, un 7% entre 18 i 24, un 29,6% entre 25 i 44, un 23,3% de 45 a 60 i un 11,6% 65 anys o més.
L'edat mediana era de 36 anys. Per cada 100 dones de 18 o més anys hi havia 101,1 homes.
La renda mediana per habitatge era de 51.053 $ i la renda mediana per família de 56.154 $. Els homes tenien una renda mediana de 37.833 $ mentre que les dones 24.625 $. La renda per capita de la població era de 21.131 $. Aproximadament l'1,1% de les famílies i l'1,9% de la població estaven per davall del llindar de pobresa.

## Poblacions més properes
El següent diagrama mostra les poblacions més properes.